# Blackwood, South Lanarkshire
Blackwood är en ort i Storbritannien.   Den ligger i kommunen South Lanarkshire och riksdelen Skottland, i den centrala delen av landet, 500 km nordväst om huvudstaden London. Blackwood ligger 175 meter över havet och antalet invånare är 1 901.
Terrängen runt Blackwood är huvudsakligen platt, men åt nordost är den kuperad. Terrängen runt Blackwood sluttar norrut. Runt Blackwood är det ganska tätbefolkat, med 65 invånare per kvadratkilometer. Närmaste större samhälle är East Kilbride, 19,5 km nordväst om Blackwood. Trakten runt Blackwood består i huvudsak av gräsmarker.